# الكائنات الفضائية في الخيال
الكائن الفضائي أو الخارجي هو كائن حي لم ينشأ على كوكب الأرض. الكلمة الإنجليزية "extraterrestrial" تعني "خارج الأرض". المخلوقات الفضائية هي موضوع شائع في الخيال العلمي الحديث، وظهرت أيضًا في أعمال أقدم بكثير مثل محاكاة ساخرة من القرن الثاني تسمى التاريخ الحقيقي بقلم لوقيان السميساطي.

## التاريخ

### العصور القديمة
الطريقة التي فكر بها الناس بشأن المخلوقات الفضائية مرتبطة بتطور العلوم الفعلية. أحد أولى الخطوات في تاريخ علم الفلك كانت إدراك أن الأجرام التي تُرى في سماء الليل لم تكن آلهة أو أضواء، بل أجسامًا مادية مثل الأرض. وقد تبع هذا الفكر فكرة أن الأجرام السماوية ينبغي أن تكون مسكونة أيضًا. ومع ذلك، عندما كان الناس يفكرون في مثل هذه الكائنات الفضائية، كانوا يتخيلونها كأشخاص لا يمكن تمييزهم عن البشر. ولأن الناس لم يفكروا في تفسير علمي لأصل البشرية أو علاقته بالكائنات الحية الأخرى، كان يجب أن تكون أي كائنات عاقلة مفترضة بشرية بالضرورة. حتى في الأساطير، تكون جميع الآلهة في الغالب شبيهة بالبشر. على سبيل المثال، تتضمن رواية ميكروميغاس لفولتير أشخاصًا من زحل، وهم ببساطة من نسب أعلى.
وقد تغير هذا مع صدور كتاب أصل الأنواع عام 1859 من تأليف تشارلز داروين، والذي اقترح فيه نظرية التطور. أحدث هذا الكتاب ثورة في الأدب كما فعل في العلم، حيث بدأ المؤلفون في تخيل أعراق فضائية تختلف تمامًا عن البشر. وبالنظر إلى أن التطور في العوالم الأخرى قد يسلك اتجاهات مختلفة تمامًا عن الأرض، بدأ يُصَوَّر الفضائيون على أنهم وحوش مخيفة. عادةً ما استخدم المؤلفون ميزات من حيوانات أخرى مثل الحشرات والسرطانات والأخطبوطات. ومن بين هؤلاء الفضائيين، المريخيون الشبيهون بالأخطبوطات من رواية حرب العوالم (1898)، والسيلينايت من رواية أول رجل على القمر (1901)، وتويل الذي يشبه الطائر من أوديسة المريخ (1934)، وحتى نجم عاقل في صانع النجوم (1937).

### العصر الحديث

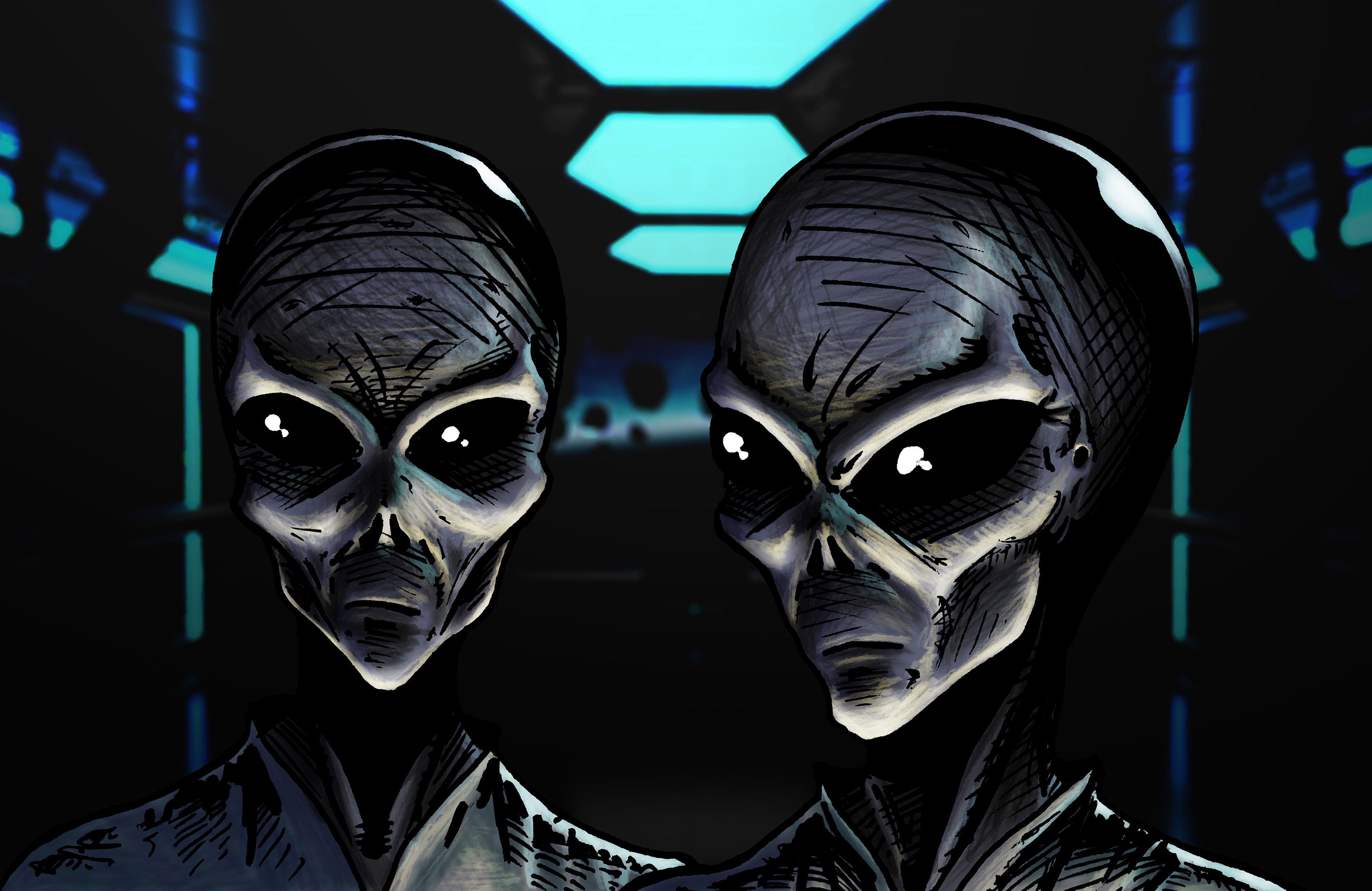
لقد نشأت الكائنات الفضائية الرمادية نتيجة لحادثة بارني وبيتي هيل.

حدثت واقعة بارني وبيتي هيل في عام 1961، حيث زعم الزوجان أنهما تم اختطافهما من قبل كائنات فضائية وتعرضا لتجارب جائرة. كان هذا هو أول ادعاء موثق لعملية اختطاف كائنات فضائية، وتبعته لاحقًا إدعاءات أخرى مماثلة. الوصف الذي قدمه الزوجان هيل للكائنات الفضائية، والذي تضمن رؤوس كبيرة وعيون واسعة وبشرة رمادية شاحبة وأنوف صغيرة، أثار خيال الجمهور وأستخدم لاحقًا في البرامج التلفزيونية والأفلام. هذا الوصف ساهم في بداية ظهور نمط الكائن الفضائي الرمادي. وفقًا لويد روش، كاتب في مجال العلم والتكنولوجيا، "أصبح التصوير القياسي للكائنات الفضائية في تلك الفترة هو الرجل الرمادي الصغير. لذلك، عندما جاء ستيفن سبيلبرغ وصنع على الأرجح الفيلمين الأكثر تأثيرًا عن الكائنات الفضائية - لقاءات قريبة من النوع الثالث و إي تي - كانت الكائنات في كلا الفيلمين بشكل أساسي مجرد نسخ من صورة الرجل الأخضر أو الرجل الرمادي الصغير في خمسينيات وستينيات القرن الماضي."
مع ظهور التلفاز والأفلام التي جسدت الكائنات الفضائية بواسطة الممثلين، تضاءل الطابع الخيالي. ولأسباب تتعلق بالميزانية، أصبحت الكائنات الفضائية التي تشبه البشر ولكن بخصائص جسدية غير بشرية محددة هي المعيار الجديد. وهذا ملحوظ بشكل خاص في سلسلة أفلام ستار تريك ؛ سيتم لاحقًا تفسير هذا في الكون الخيالي على أنه نتيجة لحضارة بشرية قديمة تجوب الفضاء "تزرع" حمضها النووي في عدد لا يحصى من الكواكب بما في ذلك الأرض. قد تغير هذا مرة أخرى منذ التسعينيات مع ظهور الصور المولدة بواسطة الحاسوب (CGI)، ومع مرور الوقت أصبح استخدام الـ CGI أكثر فعالية وأقل تكلفة، مما سمح بتوليد أشكال حياة غريبة دون الحاجة إلى الممثلين بملابس أو التأثيرات الميكانيكية.

## مزيد من القراءة
- Baxter, Stephen (2011). "SETI in Science Fiction". In Shuch, H. Paul (ed.). Searching for Extraterrestrial Intelligence: SETI Past, Present, and Future. The Frontiers Collection (بالإنجليزية). Springer Science & Business Media. pp. 351–372. DOI:10.1007/978-3-642-13196-7_19. ISBN:978-3-642-13196-7.
- Killheffer، Robert K. J.؛ Stableford، Brian؛ Langford، David (2023). "Aliens". في Clute، John؛ Langford، David؛ Sleight، Graham (المحررون). موسوعة الخيال العلمي  [لغات أخرى]‏ (ط. 4th). مؤرشف من الأصل في 2024-10-07. اطلع عليه بتاريخ 2023-12-15.{{استشهاد بموسوعة}}:  صيانة الاستشهاد: علامات ترقيم زائدة (link)
- Levy, Michael M.; Mendlesohn, Farah, eds. (2019). Aliens in Popular Culture (بالإنجليزية). Bloomsbury Publishing USA. ISBN:978-1-4408-3833-0. Archived from the original on 2023-11-08.
- Roth, Christopher F., "Ufology as Anthropology: Race, Extraterrestrials, and the Occult." In E.T. Culture: Anthropology in Outerspaces, ed. by Debbora Battaglia. Durham, N.C.: Duke University Press, 2005.
- Sagan, Carl. 1996. The Demon-Haunted World: Science as a Candle in the Dark: chapter 4: "Aliens".
- Stableford, Brian (2006). "Alien". Science Fact and Science Fiction: An Encyclopedia (بالإنجليزية). Taylor & Francis. pp. 13–16. ISBN:978-0-415-97460-8.
- Westfahl, Gary (2005). "Aliens in Space". In Westfahl, Gary (ed.). The Greenwood Encyclopedia of Science Fiction and Fantasy: Themes, Works, and Wonders (بالإنجليزية). Greenwood Publishing Group. pp. 14–16. ISBN:978-0-313-32951-7.
- Westfahl, Gary (2005). "Aliens on Earth". In Westfahl, Gary (ed.). The Greenwood Encyclopedia of Science Fiction and Fantasy: Themes, Works, and Wonders (بالإنجليزية). Greenwood Publishing Group. pp. 16–18. ISBN:978-0-313-32951-7.
- Westfahl, Gary (2021). "Aliens". Science Fiction Literature through History: An Encyclopedia (بالإنجليزية). ABC-CLIO. ISBN:978-1-4408-6617-3.
- Westfahl, Gary (2022). "Aliens—The Company We Seek: Aliens in Fact and Fiction". The Stuff of Science Fiction: Hardware, Settings, Characters (بالإنجليزية). McFarland. pp. 227–234. ISBN:978-1-4766-8659-2.

## روابط خارجية
- أفضل إستخدام للكائنات الفضائية كاستعارة